# Нибур, Бартольд Георг
Ба́ртольд Гео́рг Ни́бур (нем. Barthold Georg Niebuhr; 27 августа 1776, Копенгаген, Дания, — 2 января 1831, Бонн, Пруссия) — датско-немецкий историк античности.
Нибур — великий критик и новатор в области филологических обоснований исторического исследования. Он ближе всего стоит к традициям политически ориентированной английской истории (прежде всего Эдмунда Бёрка) и филологической критики Фридриха Вольфа.

## Биография
Сын известного путешественника и математика Карстена Нибура, Бартольд Георг Нибур родился в Копенгагене. Получив тщательное образование дома и в Кильском университете, Нибур был короткое время секретарем датского министра финансов, потом отправился в Англию, знакомство с которой, как он потом говорил, «избавило его от многих ошибок при оценке римских учреждений», в 1800 году снова поступил на службу в Дании и в 1804 году сделался директором Национального банка. В 1806 году Штейн привлек его на прусскую службу, на которой он в течение следующих лет исполнил ряд поручений, большей частью финансового характера. В 1810—1812 годах, во время кратковременной отставки, он читал лекции по истории в Берлинском университете. В 1813 году он поступил в ряды ландвера; в 1816 году был назначен посланником в Рим, для переговоров с папской курией. Заключив здесь в 1821 г. соглашение, выразившееся в булле «De salute animarum», Нибур, в общем слишком доверчиво относившийся к властолюбивым планам курии, вышел в отставку и с 1823 года, за короткими исключениями, жил в Бонне, где с большим успехом читал лекции по древней, иногда и по новой истории. В 1826 году он был избран почётным членом Санкт-Петербургской академии наук.
Эрудиция его была изумительна: он знал двадцать языков и никогда ни на каком посту не расставался с научными занятиями. В истории он, подобно современнику своему Геерену, наибольшее значение придавал политическому развитию древних народов. Не довольствуясь одной критикой источников исторического предания, он все содержание предания, даже там, где источники между собою согласны; подвергал строгой критике, чуждой субъективного произвола. Опираясь на близкое знакомство со всей античною жизнью, равно как и на всемирно-исторические изыскания и собственный политический опыт, Нибур приходил не к одним лишь отрицательным, но и к положительным результатам, заменяя вероятным то, что в предании оказывалось недостоверным. Блестяще применил Нибур этот метод филологической конъектуральной критики в своих трудах по древнейшей истории Италии, которой он специально коснулся впервые в 1810—11 гг. в Берлинском университете, где между его слушателями находились Шлейермахер, Шпальдинг, Савиньи и др.

## Труды
- Römische Geschichte, 3 Bde., Berlin 1811—1832.
- Über die Nachricht von den Comitien der Centurien im zweiten Buch Ciceros de re publica, Bonn 1823.
- Nachgelassene Schriften B. G. Niebuhr’s nichtphilologischen Inhalts, Hamburg 1842.

### Римская история
Из этих лекций, особенно вследствие советов Савиньи и Шпальдинга, выросло знаменитейшее произведение Нибура — его «Римская история» (Römische Geschichte, Берлин, 1811—1832; нов. изд. 1853 и 1873—1874 гг.), над переработкой и продолжением которой он не переставал трудиться в продолжение всей своей жизни. Она, однако, осталась незаконченной; последний (четвертый) том её, обнимающий время от лициниевских рогаций до конца Первой Пунической войны, был издан уже после смерти Нибура, Классеном. «Римская история» Нибура, выводы которой и в настоящее время во многом не поколеблены, не отличается ни художественностью картин, ни яркими характеристиками, ни даже простой обработанностью формы, но тем не менее до сих пор привлекает читателя свежим, как бы радостным тоном исследователя, почти на каждом шагу указывающего новые, до него не замеченные истины и как бы проникающего в самую душу объясняемых им учреждений. Критическая работа Нибура до сих пор является исходным пунктом всех трудов в той же области; из положительных результатов наиболее прочным и наименее спорным является его разъяснение политического значения римского плебса, на основании экономических условий.
Этот труд Нибура стал первым в Германии «опытом воссоздания некоего древнего мира, который значительно отличался бы от его описаний в античной историографии».

### Другие работы
Из других областей древней истории рука великого историка-критика многое расчистила и разъяснила в области греческой истории македонского периода, в истории последних времен республики и западной империи, в древностях и т. п.; эти работы его стали известны благодаря изданиям его сына, Марка Нибура, и ученика, Ислера («Vorträge über alte Länder- und Völkerkunde», Б., 1851; «Vorträge über alte Geschichte», Б., 1847—51; «Vortrage über römische Geschichte», 1845—48; «Vorträge üb. röm. Alterthümer», 1858). Сборник мелких статей Нибура, изданный при его жизни (Берл., 1828), кроме исторических и географических статей содержит множество литературно-исторических и филологических исследований.

### Открытия
В 1816 г. Нибур, находясь временно в Вероне, сделал в палимпсесте тамошней библиотеки капитула чрезвычайно важное открытие — «Институции» римского юриста Гая. В Риме он нашел отрывки речей Цицерона за Марка Фонтея и Гая Рабирия, которые он и издал (Рим, 1820); тогда же он принял участие в издании вновь найденного сочинения Цицерона «О государстве». В Санкт-Галлене он открыл кодекс со стихотворениями и панегириком, автора которых он установил в лице консула Флавия Меробавда (издания: С.-Галлен, 1823; Бонн, 1824).

### Corpus scriptorum historiae Byzantinae
В Бонне Нибур составил план полного собрания византийских историков, которое должно было представить их труды в критическом издании, с вариантами, латинским переводом, предисловиями и примечаниями. К участию были привлечены Иммануэль Беккер, братья Диндорфы и др. Сам Нибур составил для этого «Corpus scriptorum historiae Byzantinae» издание Агафия (Бонн, 1828) и, в сотрудничестве с Имм. Беккером и Классеном, собрание оставшегося от историков Дексиппа, Евпапия, Петра Патрикия, Приска, Малха и Менандра (Бонн, 1829). После смерти Нибура это издание было продолжено Берлинской академией.

### Публицистика
Нибур был одним из основателей известного научного журнала «Rheinisches Museum», в котором он с 1827 г. поместил большое количество статей. Политические и политико-экономические статьи Нибура, в которых он является везде убеждённым сторонником свободы, но противником всех искусственных конституций, возникших не на исторической почве, собраны большей частью в его «Nachgelassene Schriften nichtphilologischen Inhalts» (Гамбург, 1842). Много раз издавалась популярная книга Нибура «Griechische Heroengeschichten, seinem Sohn erzählt».

## Оценка вклада в науку
«В Нибуре, — писал В. И. Герье, — в первый раз выяснилась мысль, что главная задача историка состоит не в том, чтобы доставить своим читателям художественное наслаждение, подобно поэту или романисту, и не в том, чтоб извлекать из истории практические правила и политические советы, подобно публицисту, но что задача его — изыскание научной истины, что главным предметом забот историка должны быть не читатели его, не современники, а то отдаленное прошедшее, которое он описывает».